# Camponotus cinctellus
Camponotus cinctellus es una especie de hormiga del género Camponotus, tribu Camponotini. Fue descrita científicamente por Gerstäcker en 1859.
Se distribuye por Botsuana, Camerún, República Democrática del Congo, Eritrea, Kenia, Malí, Mozambique, Namibia, Ruanda, Sudáfrica, Tanzania, Zambia y  Zimbabue. Se ha encontrado a elevaciones de hasta 2100 metros. Vive en microhábitats como pastizales y debajo de piedras.